# 시민법정
《시민법정》은 대한민국의 KBS에 방송됐던 교양 프로그램이다.

## 기획 의도
법정을 통해 시민의식의 각성, 사회문제의 고발, 해결책을 모색, 각종 정보와 지식을 제공하는 프로그램.

## 방송 시간
1982년 1월 30일부터 1982년 12월 11일, 42회 방송

## 역대 진행자
- 신완수
- 김경동
- 조병상

## 패널
- 김동건 재판장
- 김우종 변호사
- 황산성 검사

## 에피소드 목록
- 1982년 1월 30일, 줄서기
- 1982년 2월 6일, 가격 정찰제
- 1982년 2월 13일, 택시탑승
- 1982년 2월 19일, 껌
- 1982년 2월 26일, 횡단보도
- 1982년 3월 5일, 수퍼마켓
- 1982년 3월 12일, 극장 간판
- 1982년 3월 19일, 다이아몬드 반지
- 1982년 3월 26일, 버스정류장
- 1982년 4월 2일, 함
- 1982년 4월 9일, 바겐세일
- 1982년 4월 16일, 예식장
- 1982년 4월 23일, 연립주택
- 1982년 4월 30일, 전자오락실
- 1982년 5월 5일, 낚시꾼
- 1982년 5월 14일, 회초리
- 1982년 5월 21일, 아버지
- 1982년 5월 28일, 대중음식점
- 1982년 6월 4일, 유명기성복
- 1982년 6월 11일, 일반미(米)
- 1982년 6월 18일, 아이스크림
- 1982년 6월 25일, 육교
- 1982년 7월 2일, 해외여행
- 1982년 7월 16일, 애연가
- 1982년 7월 23일, 수영장
- 1982년 8월 6일, 바캉스
- 1982년 8월 13일, 스테미너食
- 1982년 8월 20일, 아동복
- 1982년 8월 27일, 디스코텍
- 1982년 9월 3일, 복덕방(現 부동산)
- 1982년 11월 27일, 장롱
- 1982년 12월 11일, 꽃

## 같이 보기
- 법률
- 여의도 법정 (1990 ~ 1992년)
- TV 생활법정 (2002 ~ 2004년)
- 의뢰인 K (2011 ~ 2013년)